# Pharsalia tonkinensis
Pharsalia tonkinensis là một loài bọ cánh cứng trong họ Cerambycidae.